# 에드윈 닐

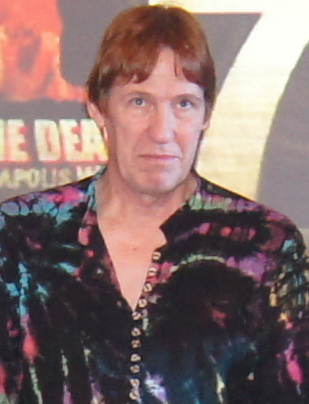

에드윈 닐(Edwin Neal, 1945년 7월 12일 ~ )은 미국의 성우, 영화배우, 텔레비전 배우이다. 휴스턴에서 태어났다.

## 영화
- 본보이즈 (2012년) - 프레디 역
- 사탄스 플레이그라운드 (2006년)
- 머더 셋 피시즈 (2004년)
- 신암행어사 (2004년)
- 마징카이저 (2001년) - 모리모리 박사 영어 더빙 목소리 역
- 파워 레인저 - 로스트 갤럭시 (1999년)
- 진 체인지 게타로보 세계 최후의 날 (1998년)
- 마이티 모핀 파워레인저 (1993년)
- 전격 Z작전 2000 (1991년)
- JFK (1991년)
- 퓨쳐 킬 (1985년)
- 텍사스 전기톱 학살 (1974년) - 히치하이커 역